# Дисульфид-дихлорид ниобия
Дисульфид-дихлорид ниобия — неорганическое соединение, 
двойная соль металла ниобия, соляной и сероводородной кислот
с формулой NbS2Cl2,
красно-коричневые кристаллы.

## Получение
- Длительное выдерживание смеси ниобия и хлорида серы в градиенте температур в вакууме:

{\displaystyle {\mathsf {Nb+S_{2}Cl_{2}\ {\xrightarrow {480-500^{o}C}}\ NbS_{2}Cl_{2}}}}
- Нагревание смеси ниобия, хлорида ниобия(V) и серы в градиенте температур 400-500°С.

## Физические свойства
Дисульфид-дихлорид ниобия образует красно-коричневые кристаллы
моноклинной сингонии,
пространственная группа B 2/m,
параметры ячейки a = 1,260 нм, b = 1,111 нм, c = 0,630 нм, β = 96,9°, Z = 8.